# 강재민
강재민(1997년 4월 3일 ~ )은 KBO 리그 한화 이글스의 투수이다.

## 한화 이글스시절
2020년에 2차 4라운드로 지명돼 입단하였다. 2020년 6월 10일 롯데전에서 구원 등판하며 데뷔 첫 경기를 치렀고, 경기에서 1.2이닝 무실점을 기록했다. 2020년 시즌 50경기에 등판해 49이닝 1승 2패, 1세이브, 14홀드, 2점대 평균자책점을 기록했다. 신인상 투표에서 7위를 기록했다. 2021년에 전년 대비 194% 상승한 연봉인 7,900만원에 계약했다. 그는 팀 내에서 연봉 인상률이 제일 높았다.
2021년 시즌 전 등번호를 62번에서 55번으로 등번호를 변경했다. 2020년 도쿄 올림픽 대표팀 후보로 언급됐으나 최종 엔트리에서 탈락했다. 후반기에는 부진했다.

## 출신 학교
- 경남 양덕초등학교
- 마산중학교
- 마산용마고등학교
- 단국대학교

## 통산 기록
| 연도 | 팀명  | 평균자책점 | 경기 | 완투 | 완봉 | 승 | 패 | 세 | 홀 | 승률  | 타자 | 이닝 | 피안타 | 피홈런 | 볼넷 | 사구 | 탈삼진 | 실점 | 자책점 |
| ---- | ----- | ---------- | ---- | ---- | ---- | -- | -- | -- | -- | ----- | ---- | ---- | ------ | ------ | ---- | ---- | ------ | ---- | ------ |
| 2020 | 한화  | 2.57       | 50   | 0    | 0    | 1  | 2  | 1  | 14 | 0.333 | 203  | 49   | 41     | 3      | 18   | 0    | 57     | 16   | 14     |
| 2021 | 한화  | 2.13       | 58   | 0    | 0    | 2  | 1  | 5  | 13 | 0.667 | 269  | 63⅓  | 51     | 2      | 26   | 5    | 55     | 16   | 15     |
| 2022 | 한화  | 4.21       | 56   | 0    | 0    | 4  | 8  | 7  | 7  | 0.333 | 232  | 51⅓  | 44     | 7      | 29   | 4    | 39     | 26   | 24     |
| 2023 | 한화  | 6.44       | 43   | 0    | 0    | 1  | 3  | 0  | 12 | 0.250 | 189  | 43⅓  | 35     | 5      | 19   | 8    | 42     | 31   | 31     |
| 통산 | 4시즌 | 3.65       | 207  | 0    | 0    | 8  | 13 | 13 | 46 | 0.364 | 893  | 207  | 171    | 17     | 92   | 17   | 193    | 89   | 84     |